# Eichhalden (Wüstung)
Eichhalden oder Aichhalden ist ein abgegangener Einzelhof oder Weiler auf der Gemarkung der Gemeinde Kirchberg an der Murr im baden-württembergischen Rems-Murr-Kreis. Über die Geschichte der Siedlung ist nicht mehr viel bekannt.

## Lage
Die genaue Lage der Wüstung ist nicht bekannt, wahrscheinlich lag die Siedlung nordwestlich von Kirchberg jenseits des Eichbachs im gleichnamigen Weinbergsgewann, nahe dem Eisenberg an der Gemarkungsgrenze von Rielingshausen.

## Geschichte
Erstmals erwähnt wurde Eichhalden als Aichinhalde in einer Urkunde aus dem Jahre 1286. Mit dieser Urkunde übertrugen die Äbtissin Adelheid und das Damenstift von Oberstenfeld einen Weinberg bei Eichhalden (ain wingartin, der lit an Aichinhalde) an Albrecht, genannt Sorrar von Kirchberg. Im Jahre 1386 war Eichhalden im Besitz des Stifts Oberstenfeld. Danach verfiel die Siedlung. Der genaue Zeitpunkt und die Umstände sind jedoch unbekannt.